# Czepiec (województwo świętokrzyskie)
Czepiec – wieś sołecka w Polsce położona w województwie świętokrzyskim, w powiecie jędrzejowskim, w gminie Sędziszów.
| SIMC    | Nazwa       | Rodzaj    |
| ------- | ----------- | --------- |
| 0266927 | Piasek      | część wsi |
| 0266933 | Pod Karczmą | część wsi |

W latach 1975–1998 miejscowość administracyjnie należała do województwa kieleckiego.